# رالی قبرس
رالی قبرس یک مسابقه رالی است که از سال 1970 هر ساله در کشور قبرس برگزار می شود. این رویداد توسط انجمن اتومبیل قبرس  اداره و برگزار میشود مرکز این انجمن در شهر لیماسول (لمسوس) قرار دارد. این رالی در جاده های پر پیچ و خم کوه های نزدیک کوهستان ترودوز برگزار میشود. این رالی از سال 2000 تا 2006 بخشی از مسابقات رالی قهرمانی جهان بود. در سال 2007 و 2008 این رویداد بخشی از مسابقات قهرمانی رالی خاورمیانه (MERC) نیز بود. رالی قبرس در سال 2009 مجدداً به تقویم رالی قهرمانی جهان ملحق شد و با استفاده از قوانین جدید به تنها رویداد با مسیر مختلط تبدیل شد.